# Дискография на Алла Пугачова
Дискографията на руската певица Алла Пугачова включва седемнадесет студийни албума, един концертен албум, тридесет и една компилации и тридесет и пет сингъла.

## Албуми

### Студийни албуми
- „Зеркало души“ (1977)[1]
- „Арлекино и другие“ (1979)[2]
- „Поднимись над суетой!“ (1979)[3]
- „То ли ещё будет...“ (1980)[4]
- „Как тревожен этот путь“ (1982)[5]
- / „Ах, как хочется жить“ (1985)[6]
- / „Watch Out“ (1985)[7] / „Алла Пугачёва в Стокгольме“ (1986)[8]
- „...Счастья в личной жизни!“ (1986)[9]
- „Пришла и говорю“ (1987)[10]
- / „Песни вместо писем“ (1988)
- „Алла“ (1990)
- „Не делайте мне больно, господа“ (1995)
- „Да!“ (1998)
- „Речной трамвайчик“ (2001)
- „А был ли мальчик?  (2002)
- „Живи спокойно, страна!“ (2003)
- „Приглашение на закат“ (2008)

### Компилации
- Alla Pugacheva (1978)
- „Алла Пугачева / Иосиф Кобзон“ (1979)
- „Алла Пугачева“ (1980)
- „Поет Алла Пугачева“ (1980)
- Huipulla (1980)
- Tahtikesa (1981)
- 百万本のバラ (1983)
- Davna pisen (1983)
- Soviet Superstar Vol. 1 (1984)
- Soviet Superstar Vol. 2 (1985)
- „Лучшие песни Аллы Пугачевой“ (1988)
- „Рождественские встречи I“ (1991)
- „Рождественские встречи II“ (1992)
- „Молодой человек, пригласите танцевать“ (1994)
- „Алла Пугачева“ (1994)
- „Верю в тебя“ (1994)
- „Путь звезды“ (1995)
- „Коллекция“ (1996)
- „Александр Зацепин. Поёт Алла Пугачева“ (1996)
- „Две звезды“ (с Владимир Кузмин; 1997)
- „Монолог“ (1999)
- „Лучшие песни“ (2000)
- „Золотые песни“ (2000)
- „Лучшее“ (2001)
- Grand Collection (2001)
- „Птица певчая. Любимые песни“ (2002)
- „Радио Алла“ (2007)
- „Радио Алла“ (2008)
- „Песни Игоря Николаева“ (2009)
- „Радио Алла“ (2009)
- „Алла Пугачёва поёт песни Юрия Чернавского“ (2013)

### Концертни албуми
- „Избранное“ (1999)

## Сингли
- „Арлекино / Посидим, поокаем / Ты снишься мне“ (1975)
- „Голямата награда“ (1975)
- „Harlekino / Auch ohne Dich werde ich leben“ (1976)
- „Алла Пугачева поет песни из к/ф "Центровой из поднебесья"“ (1976)
- „Сто часов счастья / 22+28 / Посреди зимы“ (1976)
- „Песни А. Зацепина на стихи Л. Дербенева из к/ф "Женщина, которая поет"“ (1977)
- „Вот так случилось, мама“ (1980)[11]
- „Алла Пугачева поет песни М. Минкова“ (1980)
- „Маэстро“ (1981)
- „Дежурный ангел / Лестница“ (1981)
- „Я больше не ревную / Беда“ (1982)
- „Миллион алых роз / Возвращение“ (1982)
- „Новогодний аттракцион“ (1983)
- „百万本のバラ / 想い出の古時計“ (1983)
- „Цыганский хор“ (1983)
- „Ты на свете есть“ (1983)
- „Сонет / Бумажный змей“ (194)
- Living My Life (1984)
- Harlequin / The Old Clock (1984)
- Lousy Party / Sacred Lie (1985)
- „Расскажите, птицы / Айсберг“ (1985)
- „Песни на стихи Ильи Резника поет Алла Пугачева“ (1985)
- Superman / Every Night and Every Day (1985)
- „Белая дверь / Отражение в воде“ (1985)
- „Паромщик / Балалайка“ (1986)
- „Две звезды / Сто друзей“ (1986)
- „Окраина / Иван Иванович“ (1987)
- „Алло / Королева“ (1988)
- „Надо же... / Факир“ (с Кристина Орбакайте; 1988)
- „Примадонна“ (1997)
- „Белый снег“ (2000)
- „Мадам Брошкина“ (2000)
- „Это Любовь“ (с Максим Галкин; 2002)
- „Вот и всё“ (2013)
- „Тянет сердце руки“ (2015)
- „Не звони“ (2016)
- „Я летала...“ (2017)